# Cobrieux
Cobrieux é uma comuna francesa na região administrativa de Altos da França, no departamento do Norte. Estende-se por uma área de 2.84 km². Em 2010 a comuna tinha 540 habitantes (densidade: 190,1 hab./km²).